# Emma Abbott
Emma Abbott (Chicago, 9 dicembre 1850 – Salt Lake City, 5 gennaio 1891) è stata un soprano e impresaria teatrale statunitense.

## Biografia

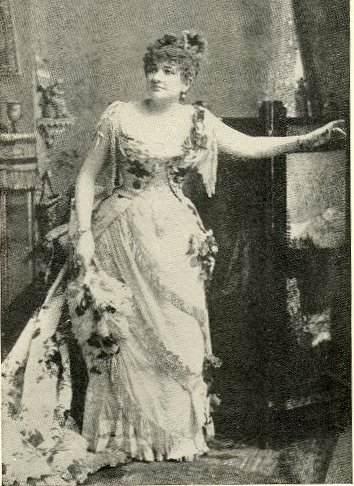
Emma Abbott in un recital (1890 circa)

Studiò canto a New York con Achille Errani, a Vienna con la Marchesi e a Parigi con Delle Sedie. Debuttò al Covent Garden di Londra nel 1876 nella parte di Marie nella Fille du régiment di Donizetti. Tuttavia il suo contratto col Covent Garden fu annullato poco dopo per aver rifiutato di interpretare nell'opera La traviata la parte di Violetta per motivi morali. Nello stesso anno sposò il suo compatriota Eugene Wetherell (m. 1889) e ritornò negli Stati Uniti, dove rimase per il resto della sua vita.
Il 23 febbraio 1877 Emma Abbott fece il suo debutto americano a New York ancora una volta nella parte di Marie nella Fille du régiment. L'anno successivo lei e il marito diedero vita a una compagnia operistica (Abbott English Grand Opera Company) che operò esclusivamente negli Stati Uniti. Sebbene il repertorio della compagnia comprendesse soprattutto le più popolari opere liriche italiane e francesi, queste venivano rappresentate esclusivamente nella traduzione in lingua inglese. Molte opere, inoltre, erano rappresentate in forma abbreviata e spesso rimaneggiate per l'interpolazione di arie provenienti da altre opere o addirittura da canzoni popolari. Nonostante le stroncature della critica, le rappresentazioni prodotte dalla Abbott Opera Company riscuotevano costantemente successo finanziario e di pubblico.
Emma Abbott morì improvvisamente di polmonite, a soli 41 anni di età, mentre si trovava in tournée.